# Кирьяй
Кирьяй — река в России, протекает в Афанасьевском районе Кировской области, её исток находится поблизости от границы Пермского края. Устье реки находится в 54 км по правому берегу реки Колыч. Длина реки составляет 15 км.
Исток реки на Верхнекамской возвышенности на границе с Пермским краем в 12 км восточнее деревни Архипята (Ичетовкинское сельское поселение) и в 30 км северо-восточнее посёлка Афанасьево. Генеральное направление течения — юго-запад, всё течение проходит по ненаселёному лесу. Впадает в Колыч ниже деревни Кувакуш (Ичетовкинское сельское поселение).

## Данные водного реестра
По данным государственного водного реестра России относится к Камскому бассейновому округу, водохозяйственный участок реки — Кама от истока до водомерного поста у села Бондюг, речной подбассейн реки — бассейны притоков Камы до впадения Белой. Речной бассейн реки — Кама.
По данным геоинформационной системы водохозяйственного районирования территории РФ, подготовленной Федеральным агентством водных ресурсов:
- Код водного объекта в государственном водном реестре — 10010100112111100000368
- Код по гидрологической изученности (ГИ) — 111100036
- Код бассейна — 10.01.01.001
- Номер тома по ГИ — 11
- Выпуск по ГИ — 1